# ヘスス・サンティアゴ
イェル・サンティアゴ（Yellu Santiago）ことヘスス・サンティアゴ・ペレス（Jesús Santiago Pérez、2004年5月25日 - ）は、スペイン・ムルシア州カルタヘナ出身のプロサッカー選手。エラス・ヴェローナFC所属。ポジションはMF。

## クラブ経歴
ムルシア州のクラブを転々とし、2018年に14歳でバレンシアCFのカンテラに入団する。2021-22シーズンの2月にBチームで初めてベンチ入りを果たすと、わずか2ヶ月後の4月19日、プリメーラ・ディビシオンのビジャレアルCF戦にて、ユヌス・ムサとの途中交代でトップチームデビューを果たした。
2024年1月11日、ヘタフェCFに完全移籍し、2025年6月末までの契約を結んだ。
2025年7月24日、3年契約でイタリアのエラス・ヴェローナFCに加入。

## 代表経歴
2022年4月26日、U-20モロッコ代表との親善試合にてU-18スペイン代表デビューを飾った。